# Comando generale dell'Arma dei Carabinieri
Il Comando generale dell'Arma dei Carabinieri è il reparto dell'Arma che si occupa di dirigere, coordinare e controllare tutte le attività del corpo, con particolare attenzione a quelle operative svolte dai reparti e quelle di analisi dei fenomeni criminali.
Mantiene inoltre, per tutto ciò che non attiene ai compiti militari, rapporti con gli organi centrali della pubblica amministrazione.
Dal Comando generale dipendono anche lo stato maggiore dell'Arma e i 5 Comandi interregionali carabinieri.

## I vertici
Al vertice del Comando generale vi è il comandante generale dell'Arma dei Carabinieri, che possiede i gradi di generale di corpo d'armata con incarichi speciali, che dal 15 novembre 2024 è Salvatore Luongo.
Del Comando generale fanno parte due importanti figure:
- il vice comandante generale
- il capo di stato maggiore

Entrambi i militari sono normalmente generali di corpo d'armata.

### Comandante generale
È il comandante in capo dell'Arma ed è nominato con decreto del presidente della Repubblica previa deliberazione del Consiglio dei ministri, su proposta del ministro della Difesa.

Distintivo di grado per il comandante generale

### Vice comandante generale
Di norma è il generale di corpo d'armata dell'Arma in servizio permanente effettivo più anziano in ruolo.
Compiti:
- eseguire funzioni vicarie in caso di assenza o di impedimento del comandante generale;
- effettuare ispezioni agli alti comandi del corpo su delega del comandante generale;
- presiedere la commissione ordinaria di avanzamento degli ufficiali dei carabinieri.

Dal 18 aprile 2025 l’incarico è ricoperto dal generale di corpo d’armata Marco Minicucci.

Distintivo di grado per il vice comandante generale

### Capo di stato maggiore
Il capo di stato maggiore del Comando generale dell'Arma dei carabinieri è il principale collaboratore del comandante generale e capo dello staff (Stato maggiore). Dal 14 dicembre 2024 l’incarico è ricoperto dal generale di corpo d’armata Andrea Taurelli Salimbeni.

### Sottocapo di stato maggiore
Il Sottocapo di Stato Maggiore del Comando Generale dell'Arma dei Carabinieri coadiuva il Capo di SM nell'esercizio delle sue funzioni e lo sostituisce in caso di impedimento.

## Struttura del Comando generale
| Vice comandante generale                                        |
| --------------------------------------------------------------- |
| - Ufficio del vice comandante - Ufficio storico - Museo storico |

| Capo di stato maggiore |
| --- |
| - Ufficio del capo di SM - Reparto autonomo - Direzione di sanità - Direzione di amministrazione - Servizio spirituale - Sotto capo di stato maggiore - Centro nazionale di selezione e reclutamento - Ufficio legislazione - Centro nazionale amministrativo di Chieti (CNA) - Stato maggiore |

### Stato maggiore
All'interno del Comando generale è presente lo stato maggiore, organo di governo organizzato in sei Reparti con differenti compiti e funzioni, a sua volta divisi in uffici:
| N. | Reparto                                            | Uffici |
| -- | -------------------------------------------------- | --- |
| 1  | Organizzazione delle forze                         | - Ordinamento - Personale ufficiali - Personale marescialli e brigadieri - Personale appuntati e carabinieri - Addestramento e regolamenti - Assistenza e benessere del personale |
| 2  | Impiego delle forze                                | - Operazioni - Polizia militare e di stabilità - Criminalità organizzata - Cooperazione internazionale - Sicurezza - Servizio aereo carabinieri                                   |
| 3  | Telematica                                         | - Informatica e telecomunicazioni - Centro di Sicurezza Telematica (CERT e SOC) - Sistemi telematici - Armamento ed equipaggiamenti speciali                                      |
| 4  | Logistica                                          | - Logistico - Infrastrutture - Direzione lavori del genio - Direzione della motorizzazione - Direzione di veterinaria - Direzione di commissariato                                |
| 5  | Affari generali                                    | - Stampa - Cerimoniale - Relazioni con il pubblico |
| 6  | Pianificazione programmazione bilancio e controllo | - Pianificazione programmazione e controllo - Bilancio - Approvvigionamenti |